# Laocoon et ses fils (Chinard)
Pour les articles homonymes, voir Laocoon (homonymie).
Laocoon et ses fils est une sculpture de marbre de Joseph Chinard mesurant 0,830 mètre de haut, 0,650 mètre de large et qui a une profondeur de 0,320 mètre. C'est une copie réduite du groupe antique du Laocoon. Découverte en janvier 1506, elle devient l'une des plus célèbres statues de l'Antiquité et inspirent les sculpteurs qui élaborent de nombreuses réductions. Joseph Chinard s'inscrit donc dans une longue tradition d'admiration de cette oeuvre. C'est au cours d'un voyage à Rome qu'il a réalisé cette sculpture inspiré de la technique de la Manufacture de Doccia dans les années 1740-1750 qui est la réduction de porcelaine émaillée blanc. Lors de ce séjour, il réalise une vingtaine de copies d'après l'antique. Elle est conservée au musée des Beaux-Arts de Lyon et date du XVIIIe siècle.

## Description
Joseph Chinard reprend fidèlement la composition de l'oeuvre originale. Néanmoins, il décale la figure centrale légèrement vers la droite. Le traitement vigoureux des corps et le jeu subtil de clair-obscur révèlent tous les talents d'un jeune sculpteur ambitieux.
Laocoon et ses fils, est une sculpture mettant en scène Laocoon en proie aux serpents envoyés par Poséidon, et ses deux fils. La distorsion exagérée des corps met en scène la tragédie du mythe et exprime la fatalité de leur destin à tous les trois. La tête du père est retournée vers l'arrière, sa bouche est grande ouverte. Le visage des enfants, quant à eux, sont entre la souffrance et la résignation alors qu'ils essaient de sauver leur père. Les serpents ayant réussi, malgré la lutte, à mordre Laocoon, l'enfant de droite semble s'être résigné à son destin. Les personnages sont en mouvement de par la distorsion de leur corps et de leurs amples postures.

## Histoire du mythe
Laocoon est le prêtre d'Apollon à Troie qui est étouffé avec ses fils par deux serpents sortis de la mer. Celui-ci s'apprêtait à faire un sacrifice à Poséidon en compagnie de ses enfants. Il existe plusieurs versions de ce mythe notamment celle où Laocoon prévient les troyens de la supercherie du célèbre héros grec : Ulysse. Les troyens ne le croient pas, par conséquent Poséidon fait sortir des serpents de la mer pour qu'ils mordent Laocoon et ses fils. On voit cet épisode de la mort de Laocoon et ses fils dans un des récits de l'agonie de Troie qu'a réalisé Enée. C'est également le cas dans le chant II de l'Énéide de Virgile ainsi que dans la Petite Iliade d'Arctinos de Milet qui est un poète épique dont le récit ressemble beaucoup à l'expression des acteurs de la sculpture.

## Histoire de la statue
Le groupe du Laocoon comprend plusieurs théories dans sa construction et fait débat. Tout d'abord celle du marbre du Vatican qui est une copie réalisée par les sculpteurs Rhodiens au début du Ier siècle. Puis la seconde théorie serait que le Laocoon soit une création produite entre 40 et 20 avant Jésus Christ par les trois sculpteurs Rhodiens en Italie qui sont Agésandros, Athénodore et Polydore. Pline l'Ancien attribue aussi la construction de la statue aux trois Rhodiens d'Italie,.